# フェラーリ・625F1
フェラーリ 625F1 (Ferrari 625F1) は、スクーデリア・フェラーリが1954年から1955年にかけてF1世界選手権で使用したフォーミュラ1カーである。車名の625はエンジン1気筒あたりのシリンダー容積625cc（625×4気筒=2,500cc）を表す。

## 概要
フェラーリは1951年に直列4気筒2.5Lエンジンを完成させ、これの2L縮小型を500F2に搭載して1952年と1953年のF1世界選手権で圧勝した。1954年の2.5Lエンジン規定導入にあたり、先ずは直列2気筒エンジンの開発に挑戦したが物にできず、成功した4気筒路線の継続を選択した。625F1は2.5Lエンジンを500F2の流用シャーシに搭載したモデルで、1953年の非選手権レースから登場した。また、同じエンジンを積んだGTカー、625TFが3台製作された。
1954年シーズンは625F1と新設計の553F1を併用して戦ったが、マセラティ・250F、メルセデス・ベンツ・W196という優れたライバルの登場で苦戦を余儀なくされた。1954年、第4戦イギリスGPではW196の初期トラブルに乗じてフロイラン・ゴンザレスが優勝。1955年のモナコGPは、独走していたスターリング・モスのW196がエンジン故障で止まり、アルベルト・アスカリのランチア D50が海中に飛び込むという波乱の展開で、3位にいたモーリス・トランティニアンが幸運な初勝利を手にした。しかし、それ以外のグランプリでは優勝できず、625F1から555F1にスイッチしても状況は変わらなかった。

## スペック
シャーシ
- 構造 スチール製チューブラーフレーム
- 全長  mm
- 全幅  mm
- 全高  mm
- ホイルベース 2,160mm
- トレッド 1,278mm（前） 1,250mm（後）
- ギアボックス 4速＋後進1速
- 重量 600kg
- サスペンション 
  - 前 ダブルウィッシュボーン/リーフスプリング
  - 後 ド・ディオンアクスル/リーフスプリング
- ブレーキ ドラム式

エンジン
- 気筒数・角度 直列4気筒
- ボア・ストローク 94×90mm
- 排気量 2,498cc
- 圧縮比 13:1
- 最高出力 250馬力/7,200回転
- 動弁 DOHC・1気筒あたり2バルブ
- キャブレター ウェバー50 DCOA/3×2
- 点火装置 ツインスパーク
- 潤滑システム ドライサンプ
- クラッチ マルチプレート

タイヤ
- メーカー エングルベール、ピレリ
- 前輪サイズ 5.50×16
- 後輪サイズ 7.00×16